# IC 2995
IC 2995 ist eine Balken-Spiralgalaxie vom Hubble-Typ SBc im Sternbild Hydra südlich der Ekliptik. Sie ist schätzungsweise 74 Millionen Lichtjahre von der Milchstraße entfernt und hat einen Durchmesser von etwa 70.000 Lichtjahren. Gemeinsam mit vier weiteren Galaxien bildet sie die NGC 4105-Gruppe (LGG 270).
Das Objekt wurde am 30. Dezember 1898 von Lewis Swift entdeckt.